# Frank Vogel
Frank Paul Vogel (ur. 21 czerwca 1973 w Waterford) – amerykański trener koszykarski.

## Kariera
W latach 2011–2016 trener drużyny Indiana Pacers.
12 kwietnia 2018 został zwolniony ze stanowiska głównego trenera Orlando Magic.
12 maja 2019 zatrudniony został jako trener drużyny Los Angeles Lakers.
11 kwietnia 2022 przestał pełnić rolę trenera Los Angeles Lakers. 6 czerwca 2023 został trenerem Phoenix Suns.

## Osiągnięcia
- Mistrzostwo NBA (2020)
- Trener drużyny:
  - Wschodu podczas meczu gwiazd NBA 2014[6]
  - drużyny LeBrona podczas meczu gwiazd 2020